# Armenier

Flaggan för republiken Armenien som blev självständig 1991.

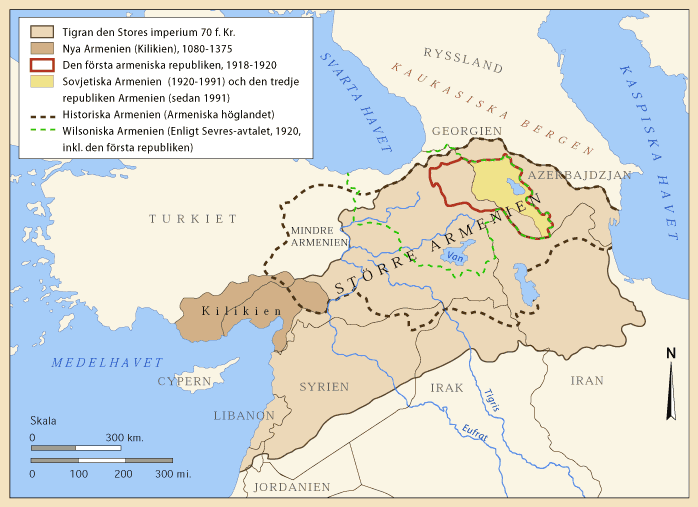
Historisk karta över Armenien

Armeniens statsvapen, med berget Ararat i mitten som är en symbol för det historiska hemlandet.

Armenier är ett mycket gammalt kristet, indoeuropeiskt folk, vars ursprung traditionellt förläggs till det historiska Armenien, som till stor del utgörs av dagens östra Turkiet. Armenier talar armeniska som även är ett eget skriftspråk. Detta bygger på det armeniska alfabetet som inte påminner om något av de angränsande språken. Ett stort antal armenier finns kvar i landet Armenien, Nagorno-Karabach och Samtsche-Dzjavacheti i Georgien. Det finns även runt 50 000 armenier i Turkiet. Sedan 1500-talet har det även funnits armenier i det till Armenien angränsande Iran, med koncentration till provinsen Esfahan. Den större delen av armenierna, runt 10 miljoner, är spridda över världen och brukar benämnas som den armeniska diasporan. Endast 3,2 miljoner är medborgare i republiken Armenien som blev självständigt efter Sovjetunionens upplösning 1991.

## Religion

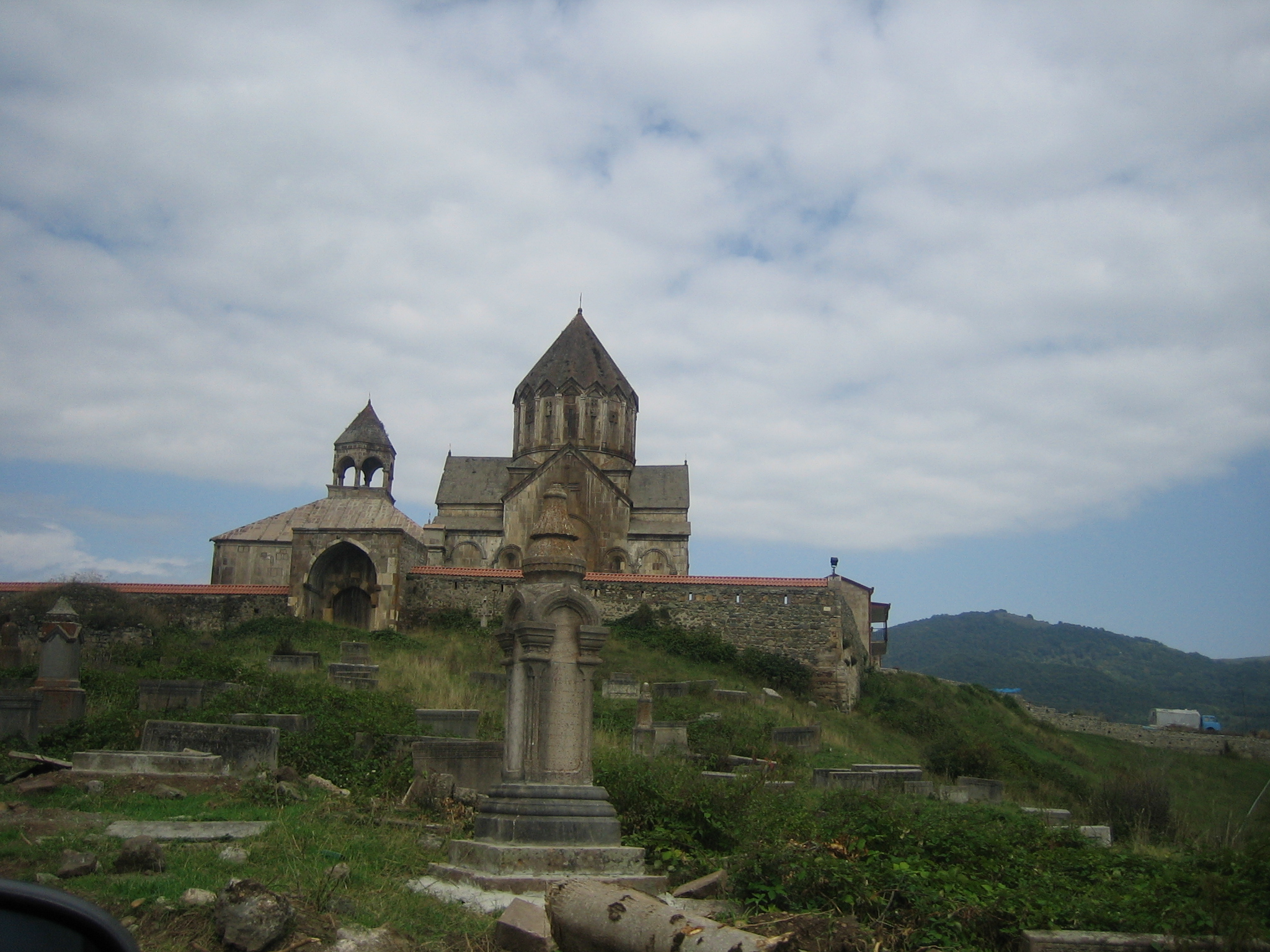
Armeniskt kloster i Gandzasar, Nagorno-Karabach. En symbol för det mycket tidigt kristna Armenien.

Armenierna kallar sig själva för Hay, som kommer från legenden om deras stamfader Hayk som var ättling till Noa. Det bör dock påpekas att det inte finns några historiskt pålitliga underlag för denna legend. Enligt Bibeln strandade Noa med sin ark på berget Ararat, som ligger i mitten av det armeniska höglandet, på gränsen mellan dagens Turkiet och Armenien. Berget betraktas som en av armeniernas heligaste platser.
Den helt dominerande religionen i Armenien är kristendom. Fram till kristnandet var zoroastrismen den dominerande religionen, även polyteistisk hedendom förekom till viss del. Enligt traditionen verkade två av Jesus apostlar, Bartolomeus och Judas Taddeus i Armenien. Dessa hade sådan framgång med sitt missionerande att den nya religionen spred sig bland armenierna och år 301 blev Armenien den första staten i världen som antog kristendomen som officiell statsreligion. Efter det har många försök att återkonvertera armenierna gjorts av erövrande makter, men de har misslyckats. De flesta armenier tillhör i dag den armeniska apostoliska kyrkan. (Se mer under historia).

## Historia

Dagens Armenien gränsar till Turkiet, där de historiska Västarmenien ligger.

Under 600 f.Kr. sträckte sig Armenien från östra Turkiet till östra Kaukasus och från Svarta havet till Mesopotamien. Under senare delen av antiken förlorde armenierna sin självständighet till perser, seleukider och romare, men har även många perioder av självständighet. Bortsett från tid av självstyre på medeltiden erövrades Armenien av perser, araber, Bysans, mongoler och turkar. Efter medeltiden styckades det historiska Armenien mellan Osmanska riket, Persien och Ryssland.
Armenier är ett av världens äldsta kristna folk, sedan 301, med en unik kultur och ett eget tal- och skriftspråk - armeniska.
Armeniska affärsmän bedrev tidigt handel längs Sidenvägen, genom Europa ända bort till Afrika. Den kända franska historikern Fernand Braudel har bland annat skrivit om armeniska affärsmäns kolonisering av handeln i Persien och Osmanska riket. 

### Förföljelser och massakrer
Slutet av 1800-talet bjöd på förtryck och förföljelser för armenier i Osmanska riket, samtidigt som armeniernas kamp för frihet började eskalera. Förföljelserna kulminerade i de stora massakrerna som ägde rum 1894-1896. 
Tillvaron såg ut att förbättras i början av 1900-talet men blev istället sämre. Armenierna utsattes 1915-1922 för ett av ungturkarna iscensatt folkmord, kallat det Armeniska folkmordet.

### Sprids över världen
En av de avgörande faktorerna till spridningen av armenier från det som brukar benämnas som Västarmenien (idag östra Turkiet) var massakrerna under 1800-talet och det Armeniska folkmordet under första världskriget. Det finns även en stor andel armenier i den autonoma enklaven Nagorno-Karabach som formellt tillhör Azerbajdzjan men i praktiken är självständigt. Det finns ett stort antal armenier i USA, Frankrike, Ryssland, Argentina, Libanon och Syrien.

## Geografisk spridning - armeniska diasporan

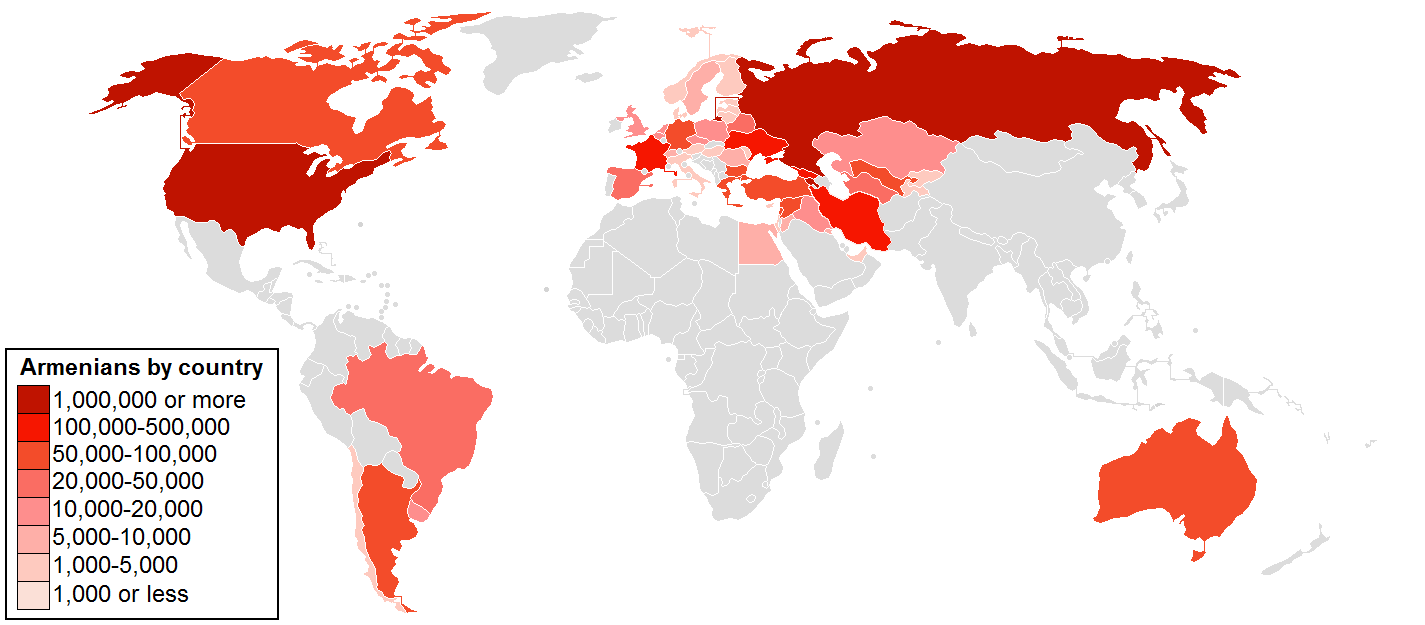
Karta över den armeniska diasporans spridning.

Den exakta siffran för antalet armenier är väldigt omdebatterad men brukar ligga mellan 7 och 9 miljoner. Samma sak gäller antalet armenier i enskilda länder. Länderna med störst armenisk befolkning är dock Armenien, Ryssland, USA, Frankrike, Georgien, Libanon, Iran, Syrien och Argentina. I Sverige bor det cirka 7 000 armenier. Anledningar till armeniernas spridning är många, varav den största orsaken är Armeniska folkmordet men även deras kompetens inom forskning, konst, ekonomi och handel har fört dem till olika platser i världen.
Den armeniska diasporan som lever runt om i världen har visat sig framgångsrik i flera olika områden som kultur, vetenskap, affärer och politik.

### Armenier i Sverige
Huvudartikel: Armenier i Sverige
Redan 1568 kom en armenisk resenär och författare, Pirzade Ghapanetsi (Ghapanetsian ?), till Sverige vilket är det (idag kända) första omnämnandet i svensk litteratur. 
I en källa från 1571 omnämns att armenier bosatta i Polen exporterade varor från Tabriz till Konstantinopel (Istanbul), Moldavien, Polen, Danmark och Sverige. 
Den 27 september 1687 skrev armeniska handelshus i Narva under ett kontrakt med svenska kungahuset för att exportera varor från nya Julfa i Persien (Iran) till Sverige. Bland de armeniska handelsmän som skulle närvara i Sverige finns namn som: David Hovhannisian, Avetik Martirosian, Barsegh Makarian och Aghajan Avedikian.
Ett flertal armenier kom med Karl XII på 1700-talet efter hans vistelse i Osmanska riket. Under resten av 1700-talet blir en armenier Sveriges minister i Konstantinopel och en annan blir svensk diplomat. På 1800-talet anlände Ohan Demirgian som blev Karl XV:s hovstallmästare på Ulriksdals slott.
Under första hälften av 1900-talet bestod invandringen av armenier bara av enskilda individer och familjer. På 1950-talet anlände ett par armeniska familjer från Istanbul till Stockholm. Dessa var yrkeskvalificerade människor som till exempel läkare och ingenjörer.
Den moderna invandringen av armenier började med inbördeskriget i Libanon 1975-1990 och efter den iranska revolutionen 1978-1979 började fler armenier anlända från Iran. Armenier i Sverige är till antalet mellan 5 000 och 8 000 varav de flesta bor i Uppsala, Södertälje, Stockholm, Göteborg och Västerås.

### Armenier i Libanon
En av de viktigaste centrumen för armenier i Mellanöstern har varit Beirut. Under Osmanska riket levde armenierna förtryckta men efter att Frankrike erövrat området så ökade antalet armenier. Innan inbördeskriget var sju procent av befolkningen armenier, idag så är siffran lägre.  Olika armeniska församlingar samlade in pengar till de drabbade men många valde att flytta till andra länder.

### Armenier i Palestina
1311 erkände mamluksultanen av Egypten Malik an-Nasir det armeniska biskopsdömet i Jerusalem som patriarkat, men armenier har funnits i regionen betydligt längre än så. Fram till 500-talet var armenierna underställda det grekiska patriarkatet men efter Konciliet i Chalkedon så bröts banden.
När korsfararna erövrade Jerusalem 1099 drogs många armenier till regionen för pilgrimsresor eller för att bosätta sig där permanent. Än idag lever många armenier i regionen.
Viktiga armeniska platser i området är Jakobsklostret som är byggt på den plats där enligt traditionen Jakob den store skulle fått sitt huvud begravt 44 e.Kr. Som församlingskyrka i Jerusalem finns De heliga ärkeänglarna och även ett tryckeri finns i staden. Gulbenkianbiblioteket rymmer ett stort antal böcker på armeniska.

### Armenier i Indien
När de första armenierna kom till Indien vet man inte, men portugisiska resenärer och missionärer berättar om den hjälp de fick av armenier när de anlände till Indien på 1400-talet.
Under 1600-talet ökade armenierna i antal i Indien och deras förmögenhet växte. 1688 slöts ett avtal mellan Brittiska Ostindiska Kompaniet och armenierna i Indien om att handeln mellan Indien och Europa skulle gå runt Godahoppsudden. För armenierna innebar detta förutom militärt och politiskt beskydd att de fick bosätta sig fritt i brittiska ostindiska kompaniets städer och fick samma lön som brittiska soldater när de tjänstgjorde i brittiska armen i Indien.
I slutet av 1700-talet startade armenier flera tryckerier i Indien, bland annat ett i Madras som 1794 började ge ut den första armeniska tidskriften Azdarar.
När Ostindiska Kompaniet förlorade sitt monopol på indienhandeln 1813 blev konkurrensen hårdare för armenierna. När Indien blev självständigt flyttade många armenier till USA och Australien.

## Litteratur, konst och arkitektur

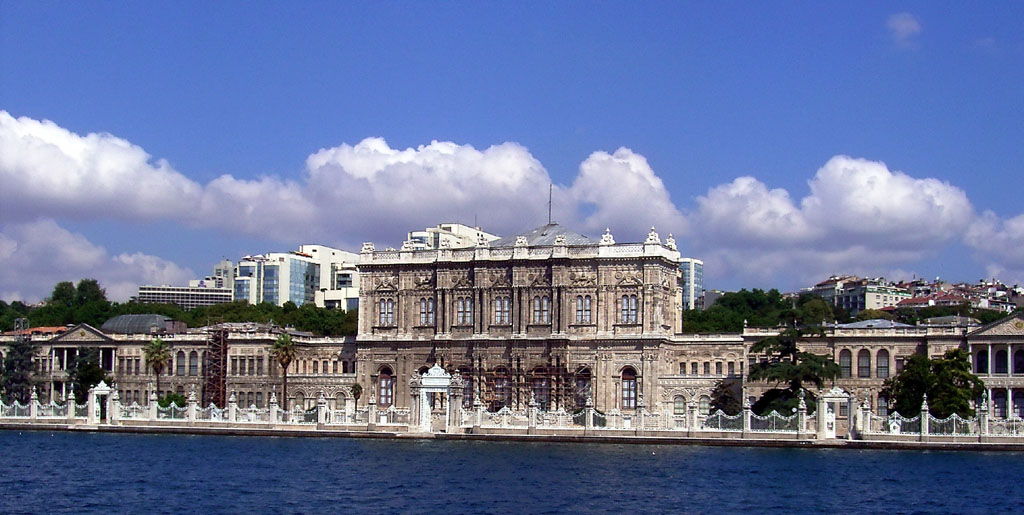
Dolmabahçepalatset, ritat av den en i den armeniska Balyanfamiljen, sett från Bosporen i Istanbul.

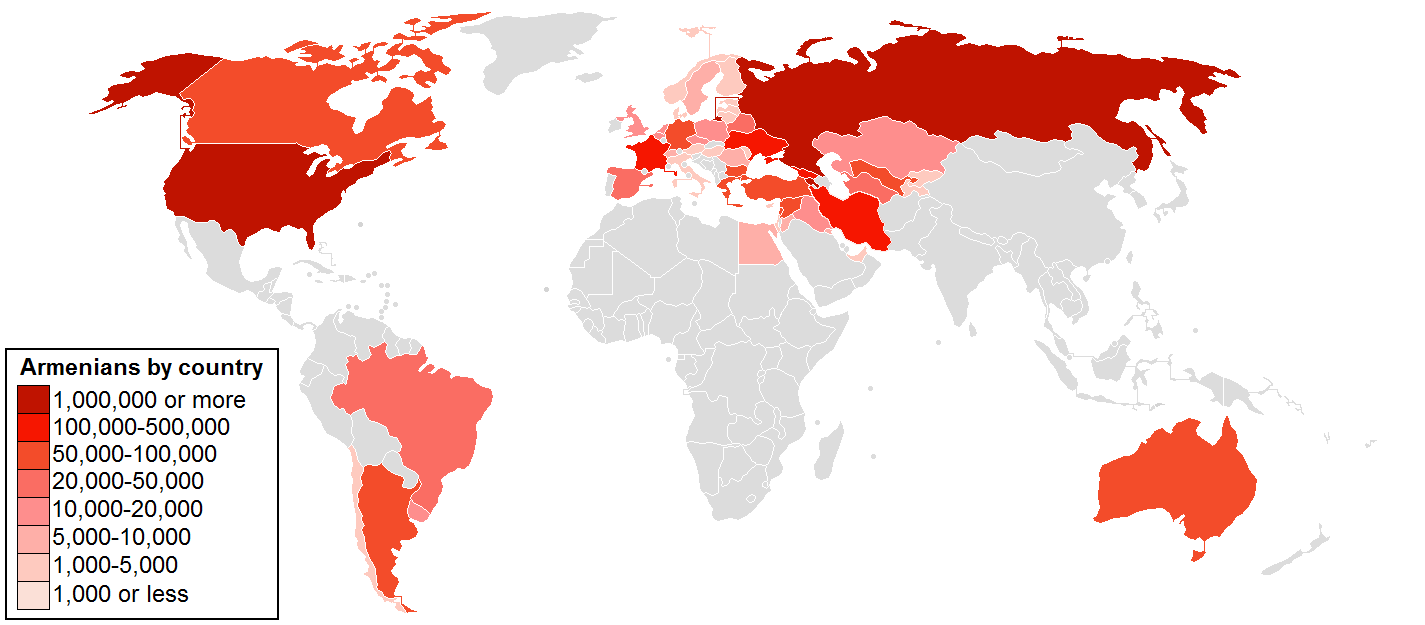
Karta över den armeniska diasporans spridning.